# José Lión Depetre
José Lión Depetre (Valladolid, 1893-Alcalá de Henares, 1976) fue un diplomático y escritor español.

## Biografía
Nació en Valladolid el 26 de septiembre de 1893. Desempeñó diversos puestos diplomáticos durante el final de la dictadura de Primo de Rivera y en la Segunda República. Leal a esta última cuando estalló la guerra civil, que le sorprende en México, fue depurado en 1940 por la dictadura franquista. Volvió en 1953 a España, donde publicó el libro La tragedia de Méjico (1954), donde se muestra en ciertos aspectos muy crítico con el país azteca, simultáneamente enarbolando diatribas racistas y atacando el racismo y el indigenismo en México, además de la hispanofobia y otros aspectos de la sociedad mexicana. Entre sus obras se contó también Derecho diplomático (1956), prologada por Alfonso Reyes. Falleció en Alcalá de Henares en 1976.